# Robert Marvin Abramson
Robert Marvin „Bob“ Abramson (* 23. August 1928 in Philadelphia, Pennsylvania, Vereinigte Staaten; † 22. Juli 2008 in New York City, New York, Vereinigte Staaten) war ein US-amerikanischer Pianist, Dirigent, Komponist, Autor und Musikpädagoge.

## Leben
Von 1986 bis 2008 unterrichtete er an der Juilliard School in New York. Er war Gründer und Leiter des nach dem Schweizerischen Komponisten und Musikpädagogen Émile Jaques-Dalcroze  benannten Manhattan Dalcroze Institute. In seinem Unterricht propagierte er Die Methode Jaques-Dalcroze (MJD). Robert Abramson starb am 25. Juli 2008, sechs Tage vor der Eröffnung des Dalcroze-Instituts an der Juilliard School, welches er hätte leiten sollen.

## Werke (Auswahl)

### Musikalische Kompositionen
Robert Abramson schrieb drei Liederzyklen zu Texten von Walt Whitman und James Joyce, des Weiteren schrieb er eine Sammlung von Orchesterliedern nach Texten von James Joyce.
- Touch and Go, Ballett
- Three elegies from Walt Whitman [Drei Elegien von Walt Whitman] I When lilacs last in the dooryard bloomed II Solitary bird III Come, lovely and soothing death. (OCLC 18338809 Fassung für hohe Stimme mit Klavierbegleitung, OCLC 785394609 Fassung für mittlere Stimme mit Klavierbegleitung, )
- Dance Variations for Piano and Orchestra, 1965, revidierte Fassung 1975. Das Werk besteht aus einem Satz mit sieben Variotionen, einer Doppelfuge, Choral und Finale. Das Werk wurde vom Orchestra Sinfonica di Roma mit dem Solisten Nicholas Flagello unter der Leitung Abramsons 1965 in Rom uraufgeführt und 1966 beim Label Serenus eingespielt.[4] (OCLC 15114659 Arrangement für Solopiano)
- Three old songs resung für Gesang und Klavier, 1963 (Arrangements von drei Folksongs) I Black is the Color II Gently, Johnny III Soldier, Soldier OCLC 1061612214
- Small Set für Klavier I Teasing  II Invention III Joking. OCLC 15066465
- Loveliest of Trees. Text: A. E. Housman. für vierstimmigen, gemischten Chor a cappella OCLC 1061630683

### Musikpädagogische Werke
- Feel It!: Rhythm Games for All, Alfred Music Publishing, 1998[5] ISBN 978-0-7692-6640-4
- Music for Perception and Cognition
- Teaching Music in the 21st Century ISBN 978-0-13-028027-5 Co-Autoren: Lois Choksy, Avon E. Gillespie, David Woods und Frank York, publiziert bei Pearson
- Rhythm Games I and II
- Teaching Music as a Second Language
- Dalcroze HanDances

## Einspielungen
Robert Abramson machte mit den US-amerikanischen Folksängern Oscar Brand und Jean Ritchie mehrere Aufnahmen für die Labels Elektra und Traditional Records.
Er veröffentlichte gemeinsam mit Timothy Caldwell die DVD Dalcroze Eurhythmics with Robert M. Abramson.